# Uçhisar
Uçhisar és una ciutat (belde) del districte de Nevşehir, província de Nevşehir a Capadòcia, Turquia. La seva població és de 3.555 habitants (2022). Es troba a 7 km a l'est de Nevşehir, 12 km a l'oest d'Ürgüp, i 10 km al sud d'Avanos.
Uçhisar, situat a la vora del parc nacional de Göreme, consta d'un poble antic amuntegat al voltant de la base d'un enorme con de roca i un de nou més a prop de la carretera que va de la ciutat de Nevşehir a Göreme. Com la major part de Capadòcia, Uçhisar va viure de l'agricultura, però ara depèn gairebé completament del turisme, amb moltes de les seves cases antigues de pedra precioses convertides en hotels boutique. Els francesos que han vingut i els turcs que tornen de França han tingut un paper important en la transformació de les cases en hotels.
Uçhisar significa "Ciutadella exterior" en turc i fa referència a l'enorme con de roca que és la seva característica central.
La vall de Güvercinlik que domina Uçhisar era coneguda a l'antiguitat com a Vasil Potamus o Vasilius (Basilius, que porta el nom de Sant Basili).

## Història
Uçhisar va ser esmentat per primera vegada en una crònica del segle XIV d'Aziz ibn Ardasir tot i que l'àrea general havia estat ocupada des de molt abans, potser des de l'època hitita. Al segle VII dC, els bizantins van crear una "zona de seguretat" a la zona per frenar l'expansió islàmica. La naturalesa del terreny afavoria la defensa, mentre que el camuflatge dels edificis millorava la protecció contra els atacants.
Després de la seva conquesta de la regió, els seljúcides també van fer ús de les possibilitats defensives de la zona, creant petits centres amb caravanserralls a la regió.
L'any 2000 una dona alemanya anomenada Evelyn Kopp va comprar una casa a l'antic Uçhisar i més tard va publicar un llibre sobre el poble, la seva història i tradicions anomenat Uçhisar Unfolding: The Many Faces of a Cappadocian Village.

## Atraccions

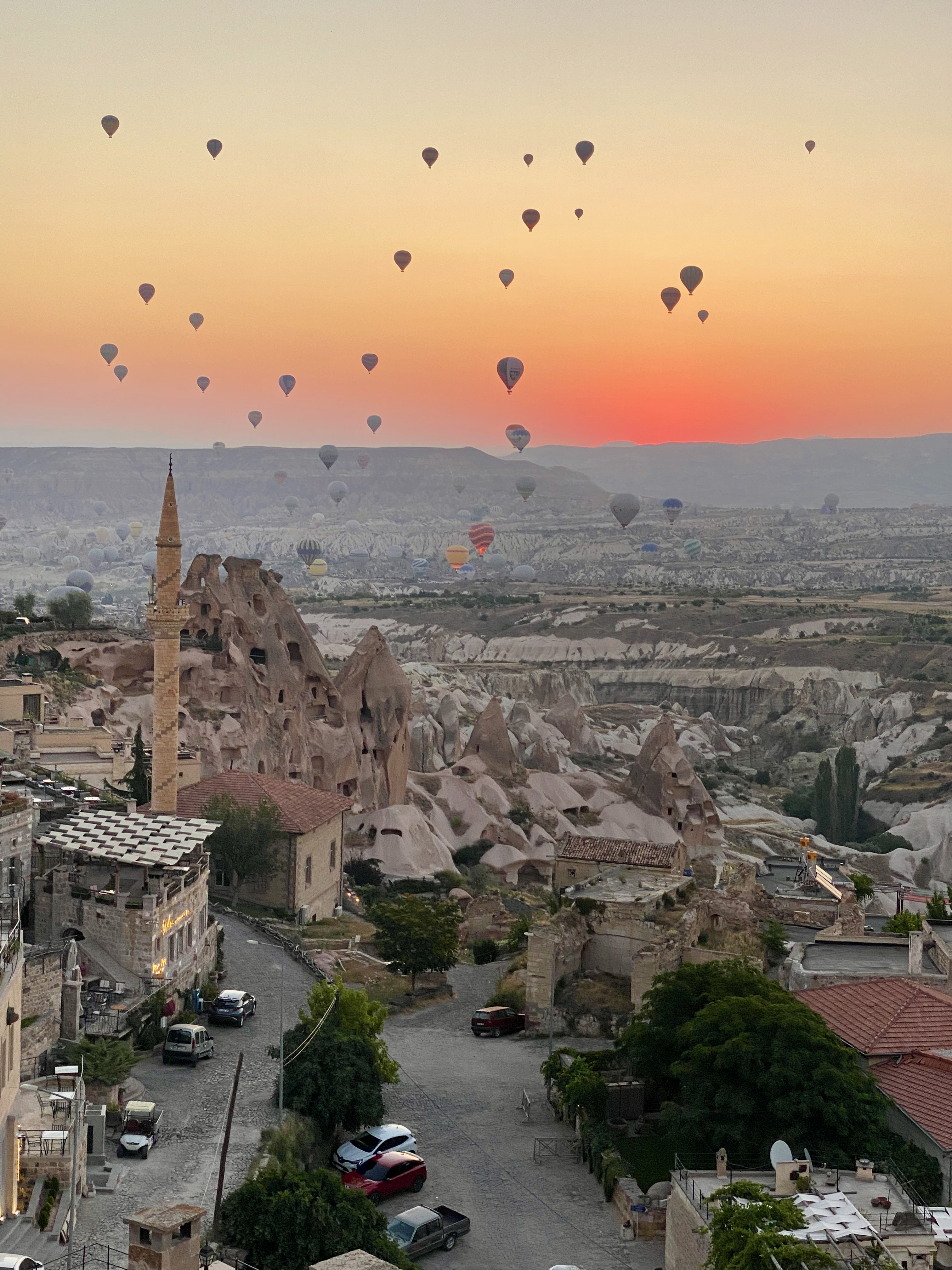
Sortida de sol amb globus a Uçhisar

Uçhisar està dominat per un "castell" de 60 m d'alçada, que en realitat és una formació rocosa visible a gran distància. Uçhisar Kalesi (castell d'Uçhisar) està travessat per nombrosos passadissos i sales subterrànies, que ara estan majoritàriament bloquejades o inaccessibles, però que antigament van servir com a zones residencials i, possiblement, com a claustres durant l'època romana d'Orient. Es creu que al voltant de 1.000 persones van viure al castell en el passat, tot i que actualment està deshabitat. Està obert al públic i ofereix unes vistes magnífiques des del seu cim.
Es poden veure moltes xemeneies de fades a Uçhisar i als voltants, una d'elles alberga un Jandarma (policia).
L'única església tallada a la roca dins d'Uçhisar és l'església de Sant Basili, del segle VI, que es troba dins d'un con de roca i de difícil accés.
L'antic poble està ple de cases antigues de pedra precioses, algunes d'elles amb fines talles a les seves façanes. Moltes d'elles s'han convertit en hotels des de l'any 2000.
Al centre de la població s'estén un túnel d'uns 100 m per sota d'algunes de les cases. Va ser tallat en tuf (un tipus de roca volcànica) en temps anteriors, probablement servia com a enllaç entre la fortalesa-castell i el món exterior, així com un mitjà per protegir el seu subministrament d'aigua.
La vall dels coloms (Güverçinlik Vadisi) transcorre entre Uçhisar i la veïna Göreme, una caminada d'una hora. Al llarg dels anys, es van esculpir nombrosos colomers als costats de la vall. A l'interior hi havia molts nínxols on els coloms podien niar. El guano de colom es va utilitzar àmpliament com a fertilitzant fins a la dècada de 1970. A més, els excrements de colom també es feien servir per intensificar els colors dels frescos a les esglésies excavades a les coves.